# Monacha claussi
Monacha claussi — брюхоногий моллюск из семейства геофилов. Включен в Красную книгу Краснодарского края. Статус — «Недостаточно изученный» — 5.
Раковина беловатая, умеренно тонкостенная, слегка просвечивающая, прижато-коническая. Устье округлое, с острыми слегка отвернутыми краями. Размеры: высота раковины 8,7—11,27 мм; диаметр 16,4—20,9 мм; отношение диаметра к высоте 1,6—1,96.
Эндемик Западного Кавказа. Встречается по всему бассейну реки Мзымты, на субальпийских лугах и лесных опушках.
Необходим мониторинг состояния популяций.